# ناوچه کلاس نیجر
ناوچه کلاس نیجر (به انگلیسی: Niger-class frigate) یک کلاس از کشتی است که طول آن ۱۲۵ فوت (۳۸ متر) می‌باشد.